# Pangjia, Shandong
Pangjia (kinesiska: 庞家镇, 庞家) är en köping i Kina. Den ligger i provinsen Shandong, i den östra delen av landet, omkring 120 kilometer nordost om provinshuvudstaden Jinan. Antalet invånare är 24 838. Befolkningen består av 12 674 kvinnor och 12 164 män. Barn under 15 år utgör 15,0 %, vuxna 15-64 år 71 %, och äldre över 65 år 12,0 %.
Genomsnittlig årsnederbörd är 698 millimeter. Den regnigaste månaden är juli, med i genomsnitt 278 mm nederbörd, och den torraste är januari, med 7 mm nederbörd.